# DNA-databank voor strafzaken (Nederland)
De DNA-databank voor strafzaken is een Nederlandse databank in beheer van het Nederlands Forensisch Instituut.
De databank bevat DNA-profielen van verdachten, veroordeelden en van op plaatsen delict veiliggesteld sporenmateriaal. Daarnaast zijn er DNA-profielen aanwezig van slachtoffers die overleden zijn als gevolg van niet opgeloste misdrijven en van personen die vermist zijn of overleden personen die niet geïdentificeerd zijn en waarbij vermoedelijk sprake is van een misdrijf. Ten slotte zijn - op vrijwillige basis - ook de DNA-profielen van een aantal ex-gedetineerden in de DNA-databank opgenomen.

## Geschiedenis
De eerste DNA-profielen werden in 1997 opgeslagen in de Nederlandse DNA-databank voor strafzaken. Vanaf 1998 groeide de databank met zo'n honderd DNA-profielen per jaar. Vanaf 2001 was er sprake van een sterke stijging van het aantal opnames in de databank nadat in dat jaar de DNA-wetgeving werd aangepast. Hierdoor werd het mogelijk om de DNA-profielen van sporen die aangetroffen waren bij veel voorkomende misdrijven op te slaan. Nadat op 1 februari 2005 de Wet DNA-onderzoek bij veroordeelden van kracht werd steeg het aantal opnames van DNA-profielen van personen in de DNA-databank aanzienlijk.

## DNA-besluit
De wettelijke basis voor de aanwezigheid van de DNA-databank voor strafzaken is het Besluit DNA-onderzoek in strafzaken. Artikel 14 van dat besluit geeft aan dat er een DNA-databank voor strafzaken is die tot doel heeft het voorkomen, opsporen, vervolgen en berechten van strafbare feiten en het vaststellen van de identiteit van een lijk te bevorderen.

## Beheer
De Nederlandse DNA-databank voor strafzaken wordt beheerd door het Nederlands Forensisch Instituut (NFI) onder verantwoordelijkheid van de Minister van Justitie en Veiligheid. Naast het NFI leveren ook het eveneens ISO-17025 geaccrediteerde FLDO (het Forensisch Laboratorium voor DNA-onderzoek van het Leids Universitair Medisch Centrum) en het TMFI (The Maastricht Forensic Institute) DNA-profielen aan aan de DNA-databank.

## Werking
Wanneer tijdens het DNA-onderzoek het van een spoor of een persoon verkregen DNA-profiel voldoet aan deels wettelijke- en deels technische criteria volgt opname daarvan, als een code bestaande uit cijfers en letters, in de DNA-databank voor strafzaken. Het nieuw aangeleverd DNA-profiel wordt daarna vergeleken met alle DNA-profielen die al in deze databank opgenomen zijn. Als bij die vergelijking een overeenkomstig DNA-profiel wordt gevonden is er sprake van een DNA-databankmatch.

## Soorten DNA-databankmatches
Er zijn verschillende soorten DNA-databankmatches te onderscheiden. Dit is afhankelijk van de bron van het DNA-profiel, een spoor of een persoon. Zo kan het DNA-profiel van een spoor dat op de plaats delict van een niet opgelost misdrijf gevonden is overeenkomen ("matchen") met het in de DNA-databank opgeslagen DNA-profiel van een persoon. In dat geval is aan dat spoor een naam van een persoon gekoppeld en kan er sprake zijn van het feit dat die persoon als verdachte van dat misdrijf wordt aangemerkt.  
Het DNA-profiel van een spoor dat gevonden is op de plaats delict van een niet opgelost misdrijf kan ook matchen met het in de DNA-databank opgeslagen DNA-profiel van een spoor van een ander nog niet opgelost misdrijf. In dat geval kan er dus nog geen naam aan de sporen gekoppeld worden. De beide misdrijven kunnen in dat geval wel aan elkaar gelinkt worden. Dit proces, dat ook wel clustering van zaken wordt genoemd, kan meerdere keren worden herhaald.
Indien het DNA-profiel van een persoon aan de DNA-databank voor strafzaken wordt toegevoegd en na vergelijking overeen komt met het DNA-profiel van een spoor dat gevonden is op een plaats delict van een niet opgelost misdrijf kan er weer sprake zijn van een mogelijke daderindicatie.  Indien echter het DNA-profiel van een persoon overeen blijkt te komen met het DNA-profiel van een (ander) persoon die al in de DNA-databank voor strafzaken voorkomt, dan is er mogelijk sprake van een eeneiige tweeling. Er kan echter ook sprake zijn van een (abusievelijke) dubbele bemonstering of van identiteitsfraude.

## Verdrag van Prüm
Wanneer er geen sprake is van een match in de Nederlandse DNA-databank voor strafzaken kan het DNA-profiel worden vergeleken met de DNA-profielen die opgeslagen zijn in DNA-databanken van diverse Europese landen. Deze mogelijkheid is vastgelegd in het Verdrag van Prüm en wordt in Nederland vanaf juli 2008 toegepast. Indien een dergelijke vergelijking wel een match oplevert worden het Openbaar Ministerie en de politie daarvan op de hoogte gebracht. Door middel van een rechtshulpverzoek kunnen de gegevens van het betreffende DNA-profiel vervolgens worden opgevraagd.

## Bewaartermijnen
Een DNA-profiel dat opgeslagen is in de Nederlandse DNA-databank voor strafzaken moet daar op enig moment weer uit worden verwijderd. Dit verwijderen is geregeld in artikel 18 van  het Besluit DNA-onderzoek in strafzaken. Niet alleen het DNA-profiel moet worden verwijderd (de wetgever spreekt overigens van "vernietigen"); ook de aan het DNA-profiel gekoppelde en geregistreerde gegevens, het opgemaakte deskundigenrapport en het celmateriaal zelf moeten worden vernietigd. Voor elk soort DNA-profiel is de bewaartermijn in het DNA-besluit vastgelegd. Die termijn vangt aan op de datum waarop het DNA-profiel in de databank wordt opgeslagen. De verschillende bewaartermijnen zijn:
1. DNA-profiel van sporen van niet opgeloste misdrijven:
  - 12 jaar indien het spoor aangetroffen is naar aanleiding van een niet opgelost misdrijf met een maximale strafbedreiging van zes jaar of minder
  - 20 jaar indien het spoor aangetroffen is naar aanleiding van een niet opgelost misdrijf met een maximale strafbedreiging van zes jaar of meer
  - 80 jaar indien het spoor aangetroffen is naar aanleiding van een niet opgelost misdrijf met een maximale strafbedreiging van levenslang
2. DNA-profiel van overleden slachtoffers of vermiste personen van niet opgeloste misdrijven:
  - 12 jaar indien het spoor aangetroffen is naar aanleiding van een niet opgelost misdrijf met een maximale strafbedreiging van zes jaar of minder
  - 20 jaar indien het spoor aangetroffen is naar aanleiding van een niet opgelost misdrijf met een maximale strafbedreiging van zes jaar of meer
  - 80 jaar indien het spoor aangetroffen is naar aanleiding van een niet opgelost misdrijf met een maximale strafbedreiging van levenslang
3. DNA-profiel van ex-gedetineerden:
  - 20 jaar of korter nadat de ex-gedetineerde een verzoek tot verwijdering heeft ingediend
4. DNA-profiel van een persoon die veroordeeld is voor een misdrijf:
  - 20 jaar indien de persoon veroordeeld is voor een misdrijf met een maximale strafbedreiging van zes jaar of minder
  - 30 jaar indien de persoon veroordeeld is voor een misdrijf met een maximale strafbedreiging van zes jaar of meer
  - 12 jaar indien de persoon die veroordeeld is voor een misdrijf met een maximale strafbedreiging van zes jaar of minder is overleden
  - 20 jaar indien de persoon die veroordeeld is voor een misdrijf met een maximale strafbedreiging van zes jaar of meer is overleden
5. DNA-profiel van een persoon die verdacht wordt of werd van een misdrijf:
  - 20 jaar indien de persoon verdacht wordt van een misdrijf met een maximale strafbedreiging van zes jaar of minder
  - 30 jaar indien de persoon verdacht wordt van een misdrijf met een maximale strafbedreiging van zes jaar of meer
  - 12 jaar indien de persoon die verdacht werd van een misdrijf met een maximale strafbedreiging van zes jaar of minder is overleden
  - 20 jaar indien de persoon die verdacht werd van een misdrijf met een maximale strafbedreiging van zes jaar of meer is overleden